# Golubinjak Mali
Golubinjak Mali je majhen nenaseljen otoček v Jadranskem morju in je del otočja Lastovci. Pripada Hrvaški in se nahaja vzhodno od Lastova. Otok je od Lastova oddaljen približno 3800 metrov, najbližji otok pa je Golubinjak Veliki, približno 260 m vzhodno in Češvinica, približno 350 m severozahodno.
Njegova površina je 8159 m2. Dolžina obale je 333 m. Dvigne se 12 metrov od morja.